# Vala Flosadóttir
Vala Flosadóttir (Reykjavík, 16 febbraio 1978) è un'ex astista islandese.
Ha vinto la medaglia di bronzo ai Giochi olimpici di Sydney 2000  e la medaglia d'argento ai Mondiali indoor di Maebashi 1999.